# Amália de Jesus Flagelado
Amália de Jesus Flagelado, nascida Amália Aguirre Queija (Riós, 22 de julho de 1901 — Taubaté, 18 de abril de 1977), foi uma religiosa e mística católica, cofundadora do Instituto das Irmãs Missionárias de Jesus Crucificado. É conhecida sobretudo por ter recebido, na década de 1930, as aparições de Nossa Senhora das Lágrimas e de Jesus Manietado em Campinas.
Entre as revelações que recebeu, constam: aparições marianas, estigmas, êxtases, entre outros fenômenos místicos. Também foi-lhe revelada a Coroa de Nossa Senhora das Lágrimas (com suas orações próprias) e, ainda, a importância do uso da Medalha de Nossa Senhora das Lágrimas.
Em 16 de junho de 2023, Dom João Inácio Müller, o Arcebispo Metropolitano de Campinas, procedeu a abertura de um processo canônico para a beatificação de Irmã Amália de Jesus Flagelado, o qual está em curso.